# Marco Sanchez
Marco Sanchez est un acteur, producteur, réalisateur et scénariste américain, né le 9 janvier 1970 à Los Angeles.

## Biographie
Il est fils d'immigré cubain. Il entre à l'Université de Californie à Los Angeles (UCLA) en 1988, et fréquente brièvement, en 1989, la British-American Drama Academy d'Oxford. Il obtient en 1992 son baccalauréat en arts en théâtre, toujours à l'UCLA. Il est l'un des fondateurs de la compagnie Buffalo Nights Theatre.
Il est marié à Mona Knox et a une fille.

## Filmographie

### Acteur
Marco Sanchez a principalement joué pour des séries télévisées ou pour des téléfilms.
| - 1990-1991 : Côte ouest : Paul - 1991 : CBS Schoolbreak Special : Ben - 1991 : Pacific Station : Vendeur de sandwichs - 1991 : Dans la chaleur de la nuit : Emelio Suarez - 1992 : Flying Blind (en) : Julian - 1993 : Gunsmoke: The Long Ride (en) : Collie Whitebird - 1993-1995 : SeaQuest, police des mers : Chef Miguel Ortiz - 1995 : Mariés, deux enfants : Ramon - 1995 : First Time Out - 1996 : La Vie à cinq : Parker - 1996 : Arabesque : Luiz Decalde - 1996 : La Falaise maudite : Nico - 1997 : Nick Freno: Licensed Teacher : Artie - 1997 : Pacific Blue : Oscar Velasquez - 1997-1999 : Walker, Texas Ranger : Détective Carlos Sandoval - 1999 : Le Successeur : Carlos Sandoval - 2000 : JAG : Officier Mark DeMara - 2000 : Le Caméléon : Agent Dennis Alonzo - 2000 : V.I.P. : Kovak - 2000 : The Last Debate : Henry Ramirez - 2001 : Charmed : Tom Peters - 2001 : Frank's Last Dance : Ignazio - 2001 : Division d'élite : Inspecteur Frank Perez - 2001 : American Pie 2 : Marco (non crédité) - 2002 : My Wonderful Life : Roy - 2002 : Rêve de champion : Sanchez - 2002 : Providence : Jose - 2003 : Un couple d'enfer : Eduardo - 2003 : Urgences : O'Connor - 2003 : Enterprise : Corporal Romero - 2003 : 24 heures chrono : Agent Rafael Gutierrez - 2004 : Illusion : Sanchez - 2005 : Les Experts : Manhattan : Ramir Santo - 2005 : Edison : Reyes - 2005 : Love, Inc. : Handsome Bar Guy - 2005 : Inconceivable : Danny Santos - 2005 : Hot Properties : Manuel - 2006 : Flirt : Simon - 2006 : Esprits criminels Détective Murad | - 2006 : Desperate Housewives : Phil Lopez - 2006 : Ghost Whisperer : Freddy Diaz - 2007 : Mon oncle Charlie : Hector - 2007 : Les Experts : Miami : Dave Montavo - 2007 : In Case of Emergency : Gary - 2007 : Tyrannosaurus Azteca - 2008 : Richard III : Richard - 2008 : Le Prix de la trahison (Cat City) : Alejandro - 2009 : Rehab for Rejects : Rôle principal - 2009 : Ambition to Meaning: Finding Your Life's Purpose : Le groom - 2009 : Mentalist : Frank Schiappa - 2009 : Bones : Thomas Vega - 2009 : Dollhouse : Blevins - 2010 : NCIS : Enquêtes spéciales : Alejandro Rivera - 2011 : Los Angeles, police judiciaire : Felipe Pena - 2011 : Super 8 : Hernandez - 2011 : Morbid Minutes : Tom - 2012 : Bedlam : Rodrigo Guzman - 2012 : Tales of Everyday Magic : André - 2012 : My Greatest Teacher : André - 2013 : La Vie secrète d'une ado ordinaire : Dr Ortiz - 2013 : The Client List : Graham Sandoval - 2013 : Star Trek Into Darkness : Torpedo Sécurity - 2013 : Switched : Victor - 2014 : NCIS : Enquêtes spéciales : Alejandro Rivera - 2014 : Rake : Dr Oliver Kelly - 2014 : First Murder : Carlos Rodriguez - 2015 : Les Experts : Cyber : Détective Gonzalez - 2016 : Rosewood : Dr Gus Willing - 2016 : Sing It ! : Alonzo Quesa - 2017 : The Games We Play : Steve - 2017 : The Most Hated Woman in America : Frank Gonzalez - 2017 : Training Day : Paul Dinardo - 2018 : 9-1-1 — Davis - 2018 : NCIS : Enquêtes spéciales : Alejandro Rivera - 2018 : Get Shorty : Le Délégué - 2019 : Esprits criminels : Détective Murad - 2019 : Le Secret de Nick : Eduardo |

### Producteur
- 2006 : Players' Club : producteur
- 2007 : The War Prayer : producteur
- 2009 : Ambition to Meaning: Finding Your Life's Purpose : producteur
- 2012 : Tales of Everyday Magic : producteur et post-production

### Réalisateur
- 2007 : You Can Heal Your Life : film documentaire

### Scénariste
- 2007 : The War Prayer
- 2012 : Tales of Everyday Magic